# Henryk Adamowicz

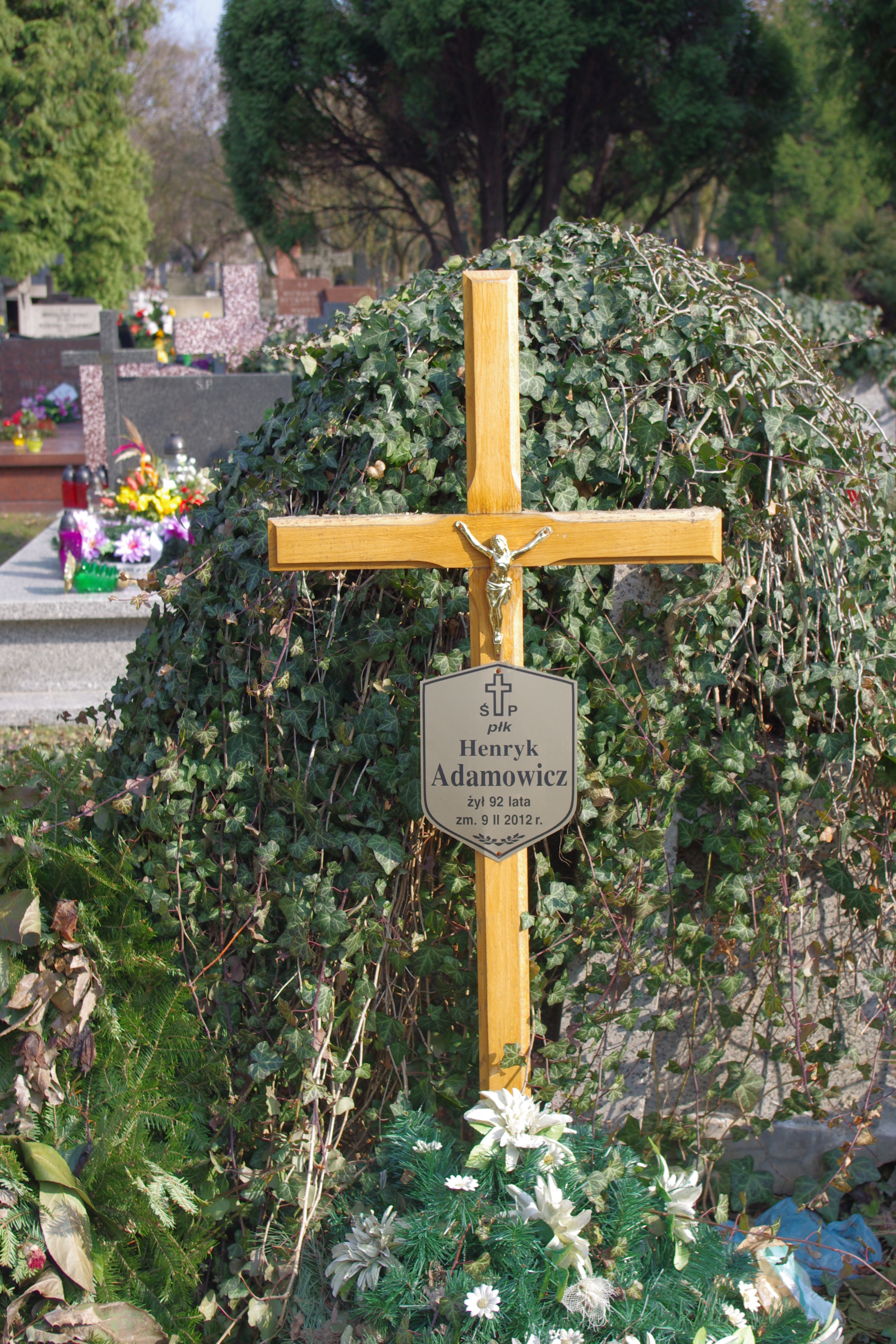
Grób płk. Henryka Adamowicza na Powązkach Wojskowych

Henryk Adamowicz (ur. 1 kwietnia 1919 w Białymstoku, zm. 9 lutego 2012 w Pruszkowie) – polski wojskowy, oficer Wojska Polskiego, więzień łagru, żołnierz 1 Dywizji Piechoty im. Tadeusza Kościuszki. Po zakończeniu wojny oficer Sztabu Generalnego WP, wiceprezes ZG Ligi Przyjaciół Żołnierza, działacz społeczny. Kawaler Orderu Virtuti Militari.

## Życiorys
Ukończył Państwowe Gimnazjum im. Marszałka Józefa Piłsudskiego oraz Szkołę Handlową w Białymstoku. Po agresji radzieckiej na Polskę został wywieziony do syberyjskiego łagru. W kwietniu 1941 roku został wcielony do Armii Czerwonej: 622 pułku artylerii haubic, a następnie do 722 batalionu budowlanego, pracującego przy budowie linii obronnych pod Charkowem. Otrzymał zgodę na wstąpienie do Armii Andersa, lecz nie udało mu się do niej dotrzeć. Zimą 1941 roku wraz z 722 batalionem został wysłany do Stalingradu, do budowy zapór na przedpolach miasta. W rejonie Stalingradu pozostawał do zakończenia bitwy stalingradzkiej.
W maju 1943 roku został żołnierzem 1 Polskiej Dywizji Piechoty im. Tadeusza Kościuszki. Walczył pod Lenino. W składzie 1 batalionu saperów torował przejście dla piechoty przez pola minowe w trakcie walk o Warszawę. Ciężko ranny, następne trzy miesiące spędził w szpitalu. Został odznaczony Krzyżem Srebrnym Orderu Virtuti Militari. Powrócił do wojska ze statusem inwalidy wojennego.
Po zakończeniu wojny pozostał w armii: ukończył Oficerską Szkołę Piechoty Nr 3 w Inowrocławiu i Oficerską Szkołę Inżynieryjno-Saperską we Wrocławiu, dowodził jednostką wojskową w Łodzi, był oficerem w Oficerskiej Szkole Artylerii w Toruniu. W latach 50. został skierowany do pracy poza wojskiem, m. in. na stanowisko wiceprezesa ZG Ligi Przyjaciół Żołnierza. Od 1960 służył w Sztabie Generalnym Wojska Polskiego. Równocześnie był wiceprezesem ZG Związku Inwalidów Wojennych. Od 1962 był członkiem Ogólnopolskiego Komitetu Pokoju. Służbę wojskową zakończył w styczniu 1975 roku w stopniu pułkownika, pożegnany przez wiceministra obrony narodowej, szefa Sztabu Generalnego WP gen. broni Floriana Siwickiego.
Działał społecznie w ZBoWiD, był między innymi prezesem Klubu Kościuszkowców, prezesem Klubu Polaków - byłych żołnierzy Armii Radzieckiej oraz członkiem Stołecznego Zarządu TPPR.
W kolejnych latach był przewodniczącym Rady Krajowej Kombatantów Wojska Polskiego przy Zarządzie Głównym Związku Kombatantów RP i Byłych Więźniów Politycznych oraz prezesem Zarządu Krajowego Stowarzyszenia Kawalerów Orderu Wojennego Virtuti Militari - Kombatantów WP. 
Zmarł w 2012 roku. Pochowany na cmentarzu Powązki Wojskowe w Warszawie (kwatera FIII-11-16). 

## Odznaczenia
- Krzyż Srebrny Orderu Virtuti Militari[5]
- Krzyż Oficerski Orderu Odrodzenia Polski[5]
- Krzyż Kawalerski Orderu Odrodzenia Polski[5]
- Złoty Krzyż Zasługi[5]
- dwukrotnie Srebrny Medal „Zasłużonym na Polu Chwały”
- Medal 10-lecia Polski Ludowej
- Medal 30-lecia Polski Ludowej
- Medal 40-lecia Polski Ludowej
- Medal za Warszawę 1939–1945
- Medal za Odrę, Nysę, Bałtyk
- Medal Zwycięstwa i Wolności 1945
- Złoty Medal „Siły Zbrojne w Służbie Ojczyzny”
- Srebrny Medal „Siły Zbrojne w Służbie Ojczyzny”
- Brązowy Medal „Siły Zbrojne w Służbie Ojczyzny”
- Medal „Za udział w walkach o Berlin”
- Złoty Medal „Za zasługi dla obronności kraju” (1975)
- Srebrny Medal „Za Zasługi dla Obronności Kraju”
- Brązowy Medal „Za Zasługi dla Obronności Kraju”
- Order Wojny Ojczyźnianej II stopnia[6]